# 大教堂广场 (巴塞尔)

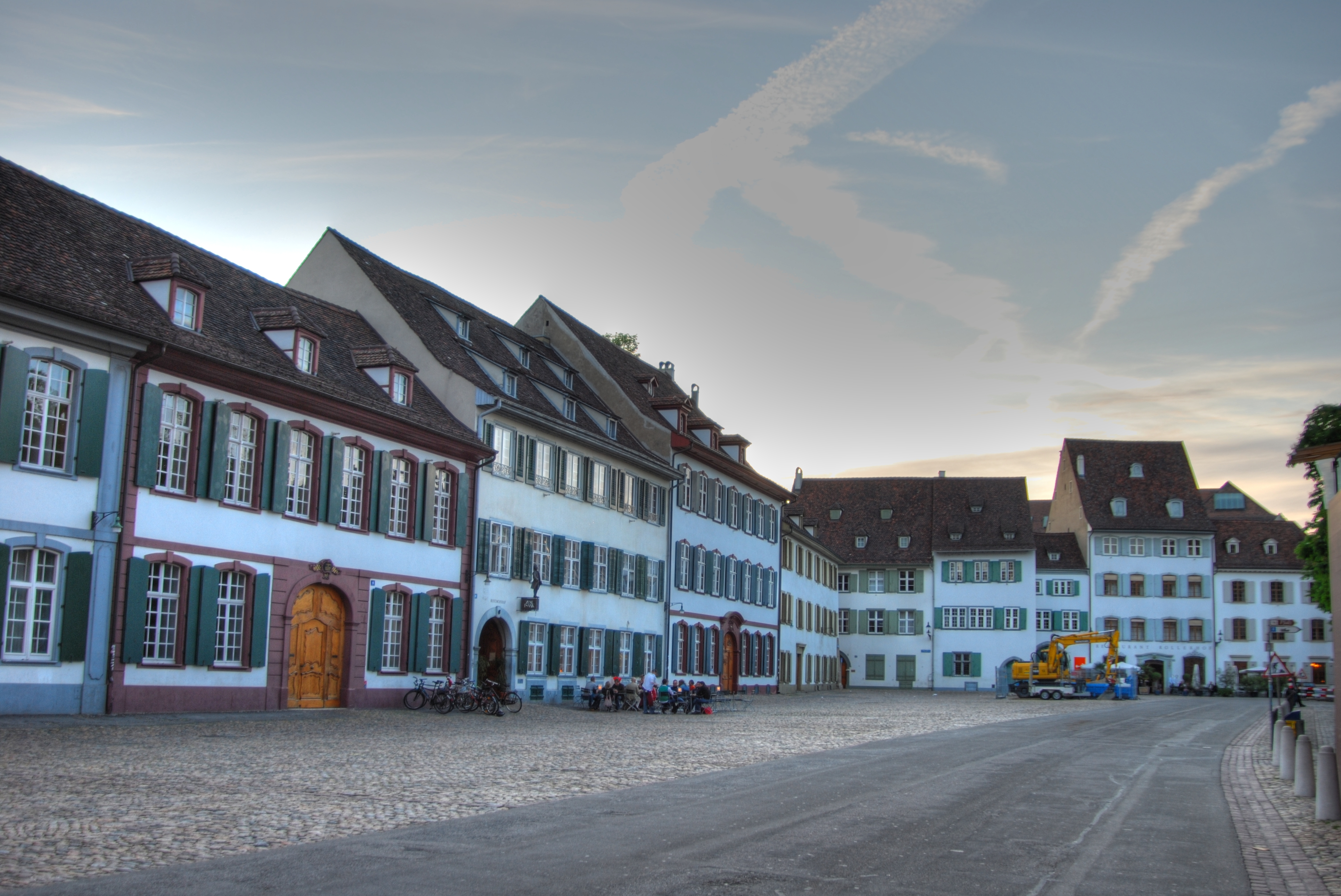
大教堂广场

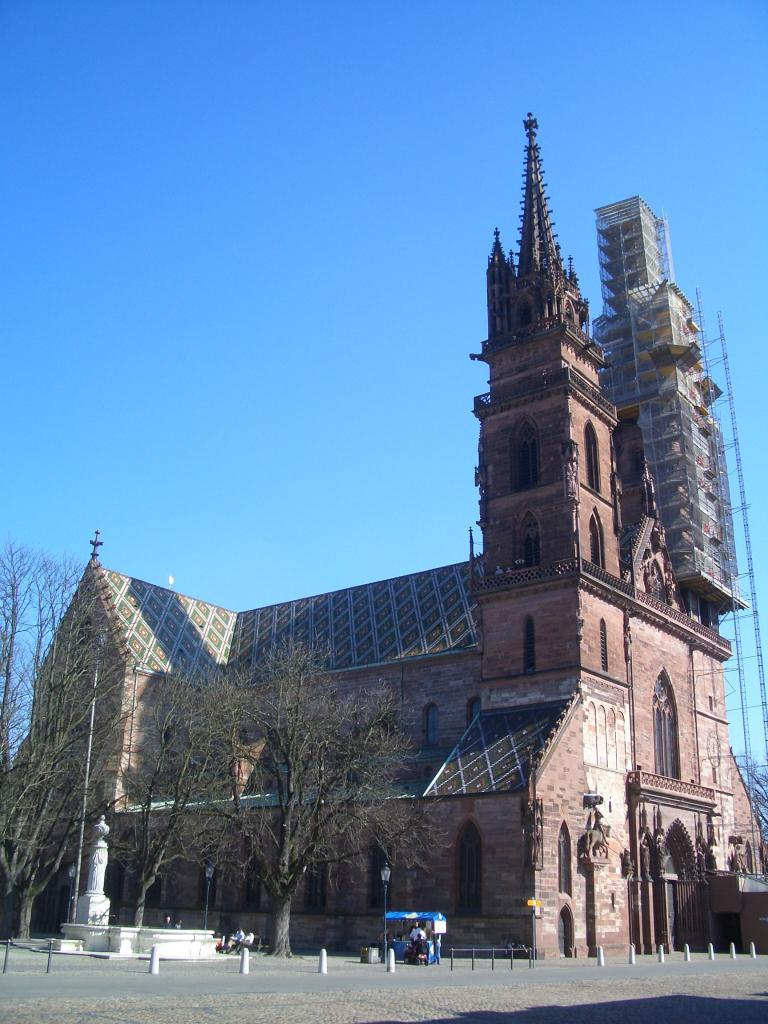
广场上的巴塞尔大教堂

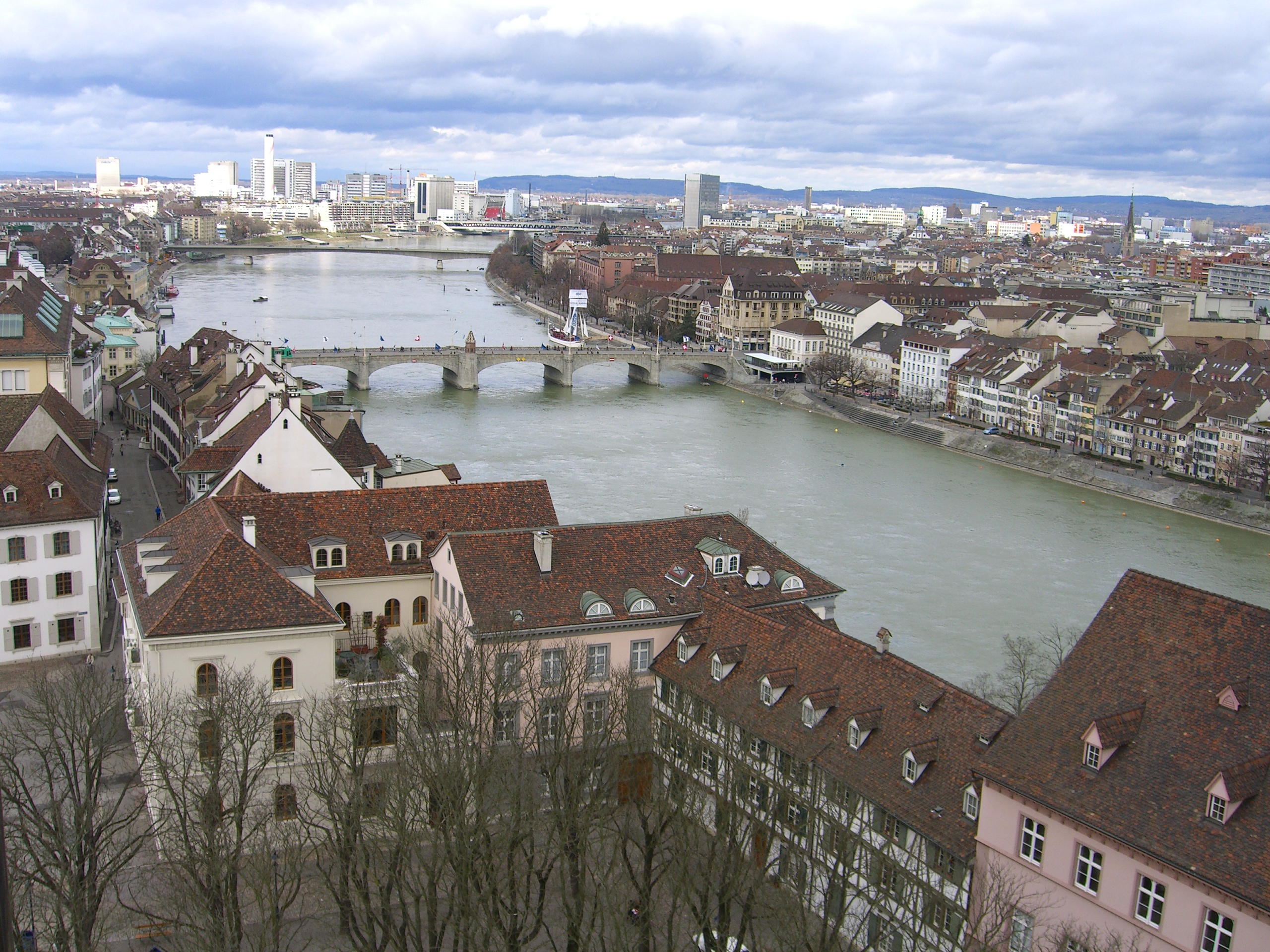
广场与莱茵河

大教堂广场（Münsterplatz）是瑞士城市巴塞尔市中心的一个广场。它是该市最古老的广场之一，位于宏伟的巴塞尔大教堂前面。广场周围林立着拥有数百年历史的房屋，保存了完好的中世纪特色。 
从广场向东南方，是里特街（Rittergasse），向西是明斯特贝格（Münsterberg）和施吕瑟尔贝格（Schlüsselberg）。
大教堂广场不能行驶汽车。与市中心其他广场不同的是，没有穿过大教堂广场或其附近的公共交通线路。
大教堂下方的平台是大教堂轮渡（Münsterfähre）。

## 历史

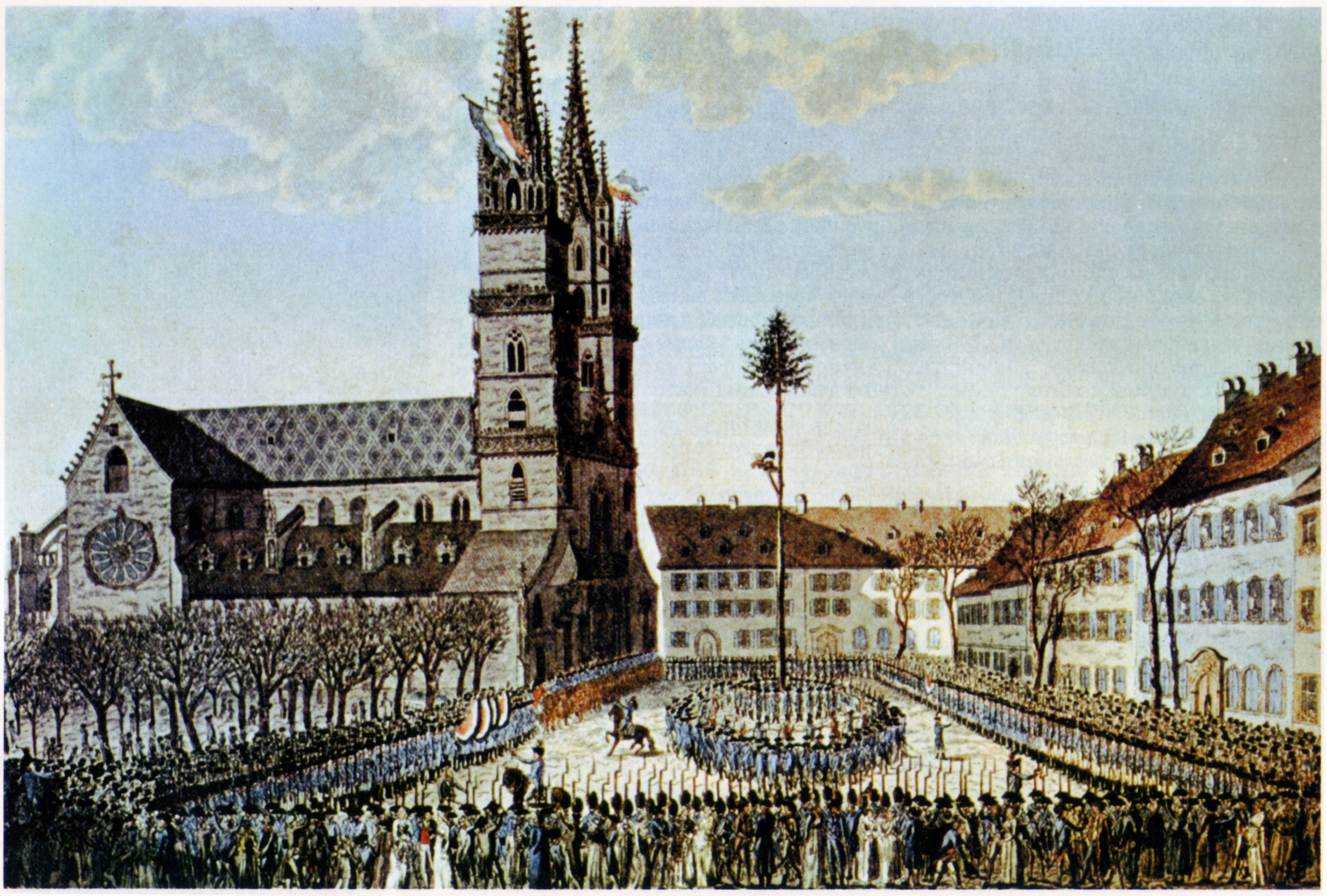
1798年1月20日，在巴塞尔大教堂广场树立自由之竿

早在罗马时代，今天的大教堂广场所在地，是一个濒临莱茵河的小山丘，由于其优越的地理位置，在公元前一世纪就形成了居民点，其遗迹仍可在广场一角看到。但是广场本身的形成较晚，是中世纪兴建大教堂的结果，而且经过了几个阶段，到19世纪初，才最后形成目前的形状和形式。广场的铺砌是在14世纪后期和15世纪初，1431年教宗在巴塞尔大教堂召开巴塞尔会议时，已经存在。1871年沿着广场周围铺设道路，2007年恢复统一的路面。
1440年7月24日，在此选举了对立教宗費利克斯五世。
在1798年海尔维革命中，革命开始在利斯塔尔爆发三天之后，1月20日，在巴塞尔大教堂广场，举行了树立了自由之竿的仪式。

## 描述
广场由三部分组成：开阔地，树林和大教堂平台。每个部分之间由道路隔开。
广场四周为高雅的巴洛克建筑，巴塞尔大教堂耸立在东部。

## 使用
大教堂广场曾经是中世纪巴塞尔城市生活的中心，宗教游行、节日、比赛和皇家仪式在此举行。早期的巴塞尔狂欢节也曾在此举行，直到被取缔为止。
随着城市发展以后，广场保持了它的重要性。目前，此处以高级住宅为主，没有商店，远离喧嚣。